# Alfred Sirven
Alfred Sirven (* 6. Januar 1927 in Toulouse; † 12. Februar 2005 in Deauville) war ein Topmanager des französischen Ölkonzerns Elf Aquitaine.

## Leben
Sirven war von 1989 bis 1993 die Nummer zwei des einstigen französischen Staatskonzerns Elf Aquitaine und anschließend Chef der Elf Aquitaine Internationale. Er war einer der Drahtzieher der Korruptionsaffäre um den Elf-Aquitaine-Konzern. Das Elf-Imperium hatte seine Ölgeschäfte Anfang der 1990er Jahre weltumspannend unter Zuhilfenahme von Kommissionszahlungen mit dreistelligen Millionenbeträgen abgewickelt. Nach Informationen der Tageszeitung Le Monde verteilte Sirven weltweit mindestens 1,5 Milliarden Franc (rund 230 Millionen Euro) Bestechungsgelder.
Diese Geschäftspraktiken wurden auch in der so genannten Leuna-Affäre angewendet, bei der Elf Aquitaine 1992/1993 die Leuna-Raffinerie in Sachsen-Anhalt und die Tankstellenkette Minol übernahm. Er stand auch im Verdacht, mit der CDU-Spendenaffäre in Verbindung zu stehen.
Sirven war 1997 vor Korruptions-Ermittlungen um die schwarzen Kassen seines Elf-Konzerns auf die Philippinen geflohen. Am 23. Januar 2001 wurde er dort gestellt, der Flug ab Manila ging am 2. Februar ab, und schließlich wurde Sirven am 3. Februar 2001 auf dem Frankfurter Flughafen festgenommen. Er verweigerte jede Aussage zur Leuna-Affäre und wurde am 6. Februar an Frankreich ausgeliefert und in Santé arrestiert. Der Untersuchungsausschuss des Deutschen Bundestages hoffte nun vergeblich, von dem inhaftierten Sirven etwas zu den „vermuteten Zahlungen an deutsche Politiker aus dem Lager des einstigen Bundeskanzlers Helmut Kohl (CDU)“ zu erfahren.
Am 12. November 2003 wurde er zu fünf Jahren Haft verurteilt. Am 13. Mai 2004 wurde Sirven nach drei Jahren und drei Monaten Haft wieder auf freien Fuß gesetzt. Das Pariser Berufungsgericht hatte zuvor entschieden, die Vollstreckung der Reststrafe gegen den 77-Jährigen gegen 150.000 Euro Kaution auszusetzen.
Sirven starb am 12. Februar 2005 im Alter von 78 Jahren im französischen Deauville an Herzversagen.